# Baby You Can't Drive My Car
Baby You Can't Drive My Car, titulado No puedes conducir mi auto en Hispanoamérica y Cariño, no puedes conducir mi coche en España, es el quinto episodio de la trigésima temporada de la serie de televisión animada Los Simpson, y el episodio 644 de la serie en general. Se emitió en los Estados Unidos en Fox el 4 de noviembre de 2018.

## Argumento
Una compañía que produce autos autoconductores se instala en Springfield. Homero, debido a su habilidad para sentarse y no hacer nada, es contratado como piloto de pruebas.
Cuando Marge Simpson lo visita en el trabajo, ella se apiada de los pobres y trabajadores programadores y ella y Homero los dirigen en actividades divertidas. Marge es pronto contratada, con ella y Homero a cargo de la moral de los empleados. Esto hace que todos los empleados de la Planta de Energía Nuclear de Springfield renuncien a trabajar para la compañía de la diversión.
Marge y Homer pronto descubren que la compañía está vendiendo los datos de los conductores para que los coches conduzcan automáticamente a lugares de pago. Homero está horrorizado y quiere renunciar, pero Marge es incapaz de renunciar a su excitante trabajo.
Solamente cuando se da cuenta de que la compañía planea comenzar a escuchar las conversaciones de los clientes fuera del auto, Marge decide ayudar a Homer, Sr. Burns, y Sr. Smithers cerrarlas.

## Recepción
Tony Sokol de Deen of Geek dio el episodio 4 de 5 puntos de ranking, afirmando que el episodio es "tal vez el más cercano a un clásico que'Los Simpson' han ofrecido en mucho tiempo. Es puramente episódico. Los sutiles ajustes en la clase dominante son oportunos, y las luchas en el centro son universales. Todo se trata de trabajos. Es la economía, estúpido. Baby You Can't Drive My Car' funciona específicamente porque el lugar de trabajo es lo que todos tenemos en común. Izquierda, derecha y centro, todos hacemos fila para ganar un cheque de pago. Todos queremos el trabajo perfecto. Mucha gente tiene que conducir hasta el trabajo, así que queremos el coche perfecto. Tanto si nos gustan los batidos como si no, todos podemos estar de acuerdo en que sería divertido poder hacerlos mientras se conduce. En una sociedad de coches sin conductor, lo único de lo que hay que preocuparse es de los conductores reales. A este revisor le gustaría saber cuáles serán las leyes de DWI, porque muchos coches viajan con etanol y, habiendo bebido etanol siguiendo los consejos de Moe, el camarero, puede ser bastante perjudicial".
Dennis Perkins de The A.V. Club dio un B- al episodio, afirmando que "Homero es el que se levanta en armas sobre la minería de datos, mientras que Marge, absorta en todo el bien que su empresa conjunta está teniendo en su matrimonio, al principio decide que una compañía que roba secretamente cada pedazo de la información personal de Spiringfielders es un precio insignificante a pagar. Yo no puedo ser el ético", protesta Homero en un momento dado, y, bueno, tiene razón. Es dulce ver a Marge y Homer bailando un vals elegante en un salón de baile de realidad virtual, y la angustiosa excusa de Marge de que "nos estábamos divirtiendo tanto" es bastante desgarradora cuando lo piensas. Pero el conflicto no aterriza, y cuando Marge (horrorizada de que CarGo planee extender la escucha al llavero de los autos, incluso en el tocador) finalmente decide ayudar a Smithers, Burns y el sabotaje de Homer, es una motivación demasiado débil".
"Baby You Can't Drive My Car" obtuvo una puntuación de 1,9 con una participación de 7 y fue visto por 5,08 millones de personas, lo que convierte a "The Simpsons" en el programa mejor valorado de la noche de Fox.